# Savona Foot Ball Club 1907
El Savona Foot Ball Club 1907 es un club de fútbol de Italia, con sede en Savona, en Liguria. Fue fundado en 1907 y refundado en varias ocasiones. Compite en la Promozione Liguria, sexta categoría del fútbol italiano.

## Historia
Fue fundado en el año 1907 con el nombre Fratellanza Ginnastica Savonese, llegando a jugar en la máxima categoría del fútbol italiano en la década de los años 1920, y varios años en la Serie B durante los años 1960. Así como varios equipos de Italia, tuvieron varias refundaciones, la última en el 2012, luego de que en el 2011 tuviesen graves dificultades financieras, tanto que fueron declarados en bancarrota por la Corte de Savona.

## Palmarés

### Torneos nacionales
- Copa Italia de Aficionados (1): 1990-91

### Torneos interregionales
- Serie C (2): 1939-40 (Grupo D), 1965-66 (Grupo A)
- Serie D (3): 1958-59 (Grupo A), 2001-02 (Grupo A), 2009-10 (Grupo A)
- Prima Divisione (2): 1931-32 (Grupo D), 1933-34 (Grupo E)

### Torneos regionales
- Eccellenza Liguria (1): 1999-00
- Promozione Liguria (1): 1988-89 (Grupo A)
- Copa Italia de Aficionados Liguria (1): 1999-00